# Список главных тренеров, выигравших Суперкубок УЕФА
Суперкубок УЕФА — ежегодный футбольный турнир, основанный в 1972 году. В его розыгрыше принимают участие победители Лиги чемпионов УЕФА (с 1972 года по 1991 год — обладатели Кубка европейских чемпионов УЕФА) и Лиги Европы УЕФА (с 1972 по 1999 в турнире принимали участие обладатели Кубка обладателей кубков УЕФА, но после его упразднения в Суперкубке играли победители Кубка УЕФА, а в 2010 году он был переименован в Лигу Европы УЕФА, и теперь в матче Суперкубка принимают участие её победители).
До 1997 года победитель определялся по результатам двух матчей, по одному на стадионе каждого участвующего клуба, но в 1998 году был введён одноматчевый розыгрыш на нейтральном поле стадиона «Луи II» в Монако.
Первым тренером, выигравшим Суперкубок УЕФА, стал румын Штефан Ковач, который привёл амстердамский «Аякс» к победе в 1972 году, но этот розыгрыш официально не признан УЕФА. Самые успешные тренеры в Суперкубке — итальянские, они выиграли этот турнир в общей сложности десять раз.
Шестеро главных тренеров смогли завоевать Суперкубок УЕФА два раза. Первый двукратный победитель — Раймон Гуталс, он привёл «Андерлехт» к победе в 1976 и 1978 году. Того же результата добились Алекс Фергюсон вместе с «Абердином» в 1983 году и в 1991 с «Манчестер Юнайтед», Луи ван Гал с «Аяксом» и «Барселоной» в 1995 и 1997 годах, Карло Анчелотти с «Миланом» в 2003 и 2007 годах. Единственными, кто выиграл два Суперкубка подряд, являются Арриго Сакки и Зинедин Зидан . Арриго Сакки добился двух побед подряд с «Миланом» в 1989 и 1990 годах, а Зинедин Зидан с «Реал Мадридом» в 2016 и 2017 годах. 
Испанец Пеп Гвардиола стал первым тренером — трёхкратным обладателем Суперкубка Европы. Он дважды побеждал с «Барселоной» в 2009 и 2011 годах. Ещё один раз Гвардиола побеждал с «Баварией» в 2013. Через год это достижение повторил итальянец Карло Анчелотти, одержавший победу с клубом «Реал Мадрид», а до этого дважды бравший трофей с «Миланом».
Ниже представлен список главных тренеров, выигравших Суперкубок УЕФА.

## Список победителей по годам
| Турнир | Тренер-победитель | Гражданство | Клуб | Примечание        |
| ------ | --- | --- | --- | ----------------- |
| 1972   | Штефан Ковач | Румыния | Аякс (Амстердам) | [ n 1 ] [ 6 ]     |
| 1973   | Георг Кнобел | Нидерланды | Аякс (Амстердам) | [ 7 ]             |
| 1974   | В 1974 году розыгрыш турнира не был проведён, потому что «Бавария» и «Магдебург» не смогли договориться о датах проведения матчей.                 | В 1974 году розыгрыш турнира не был проведён, потому что «Бавария» и «Магдебург» не смогли договориться о датах проведения матчей.                 | В 1974 году розыгрыш турнира не был проведён, потому что «Бавария» и «Магдебург» не смогли договориться о датах проведения матчей.                 | [ 1 ] [ 5 ] [ 8 ] |
| 1975   | Валерий Лобановский | СССР | Динамо (Киев) | [ 9 ] [ 10 ]      |
| 1976   | Раймон Гуталс | Бельгия | Андерлехт | [ 3 ]             |
| 1977   | Боб Пейсли | Англия | Ливерпуль | [ 11 ] [ 12 ]     |
| 1978   | Раймон Гуталс | Бельгия | Андерлехт | [ 13 ]            |
| 1979   | Брайан Клаф | Англия | Ноттингем Форест | [ 14 ] [ 15 ]     |
| 1980   | Бернардино Перес | Испания | Валенсия | [ 16 ]            |
| 1981   | В 1981 году розыгрыш турнира не был проведён, потому что «Ливерпуль» не смог согласовать дату матча с «Динамо (Тбилиси)».                          | В 1981 году розыгрыш турнира не был проведён, потому что «Ливерпуль» не смог согласовать дату матча с «Динамо (Тбилиси)».                          | В 1981 году розыгрыш турнира не был проведён, потому что «Ливерпуль» не смог согласовать дату матча с «Динамо (Тбилиси)».                          | [ 1 ] [ 5 ]       |
| 1982   | Тони Бартон | Англия | Астон Вилла | [ 17 ]            |
| 1983   | Алекс Фергюсон | Шотландия | Абердин | [ 18 ] [ 19 ]     |
| 1984   | Джованни Трапаттони | Италия | Ювентус | [ 20 ] [ 21 ]     |
| 1985   | В 1985 году розыгрыш не был проведён, так как «Эвертон» не мог в нём участвовать из-за запрета на участие английских клубов в футбольных турнирах. | В 1985 году розыгрыш не был проведён, так как «Эвертон» не мог в нём участвовать из-за запрета на участие английских клубов в футбольных турнирах. | В 1985 году розыгрыш не был проведён, так как «Эвертон» не мог в нём участвовать из-за запрета на участие английских клубов в футбольных турнирах. | [ 22 ]            |
| 1986   | Ангел Йордэнеску | Румыния | Стяуа | [ 23 ] [ 24 ]     |
| 1987   | Томислав Ивич | Югославия | Порту | [ 25 ]            |
| 1988   | Аад де Мос | Нидерланды | Мехелен | [ 26 ]            |
| 1989   | Арриго Сакки | Италия | Милан | [ 27 ] [ 28 ]     |
| 1990   | Арриго Сакки | Италия | Милан | [ 29 ]            |
| 1991   | Алекс Фергюсон | Шотландия | Манчестер Юнайтед | [ 4 ]             |
| 1992   | Йохан Кройф | Нидерланды | Барселона | [ 30 ] [ 31 ]     |
| 1993   | Невио Скала | Италия | Парма | [ 32 ]            |
| 1994   | Фабио Капелло | Италия | Милан | [ 33 ] [ 34 ]     |
| 1995   | Луи ван Гал | Нидерланды | Аякс (Амстердам) | [ 35 ] [ 36 ]     |
| 1996   | Марчелло Липпи | Италия | Ювентус | [ 37 ] [ 38 ]     |
| 1997   | Луи ван Гал | Нидерланды | Барселона | [ 39 ]            |
| 1998   | Джанлука Виалли | Италия | Челси | [ 40 ] [ 41 ]     |
| 1999   | Свен-Ёран Эрикссон | Швеция | Лацио | [ 42 ] [ 43 ]     |
| 2000   | Мирча Луческу | Румыния | Галатасарай | [ 44 ]            |
| 2001   | Жерар Улье | Франция | Ливерпуль | [ 45 ]            |
| 2002   | Висенте дель Боске | Испания | Реал Мадрид | [ 46 ] [ 47 ]     |
| 2003   | Карло Анчелотти | Италия | Милан | [ 48 ]            |
| 2004   | Клаудио Раньери | Италия | Валенсия | [ 49 ]            |
| 2005   | Рафаэль Бенитес | Испания | Ливерпуль | [ 50 ] [ 51 ]     |
| 2006   | Хуанде Рамос | Испания | Севилья | [ 52 ] [ 53 ]     |
| 2007   | Карло Анчелотти | Италия | Милан | [ 54 ]            |
| 2008   | Дик Адвокат | Нидерланды | Зенит | [ 55 ] [ 56 ]     |
| 2009   | Пеп Гвардиола | Испания | Барселона | [ 57 ] [ 58 ]     |
| 2010   | Кике Санчес Флорес | Испания | Атлетико Мадрид | [ 59 ]            |
| 2011   | Пеп Гвардиола | Испания | Барселона | [ 60 ]            |
| 2012   | Диего Симеоне | Аргентина | Атлетико Мадрид | [ 61 ]            |
| 2013   | Пеп Гвардиола | Испания | Бавария | [ 62 ]            |
| 2014   | Карло Анчелотти | Италия | Реал Мадрид | [ 63 ]            |
| 2015   | Луис Энрике | Испания | Барселона | [ 64 ]            |
| 2016   | Зинедин Зидан | Франция | Реал Мадрид | [ 65 ]            |
| 2017   | Зинедин Зидан | Франция | Реал Мадрид | [ 66 ]            |
| 2018   | Диего Симеоне | Аргентина | Атлетико Мадрид | [ 67 ]            |
| 2019   | Юрген Клопп | Германия | Ливерпуль | [ 68 ]            |
| 2020   | Ханс-Дитер Флик | Германия | Бавария | [ 69 ]            |
| 2021   | Томас Тухель | Германия | Челси |                   |
| 2022   | Карло Анчелотти | Италия | Реал Мадрид |                   |
| 2023   | Пеп Гвардиола | Испания | Манчестер Сити |                   |
| 2024   | Карло Анчелотти | Италия | Реал Мадрид |                   |
| 2025   | Луис Энрике | Испания | Пари Сен-Жермен |                   |

## Главные тренеры по странам
В этой таблице указано количество побед по гражданской принадлежности главных тренеров.
| Страна     | Количество побед |
| ---------- | ---------------- |
| Италия     | 13               |
| Испания    | 11               |
| Нидерланды | 6                |
| Англия     | 3                |
| Германия   | 3                |
| Румыния    | 3                |
| Франция    | 3                |
| Аргентина  | 2                |
| Бельгия    | 2                |
| Шотландия  | 2                |
| СССР       | 1                |
| Югославия  | 1                |
| Швеция     | 1                |

### Сноски
1. ↑  Первый розыгрыш Суперкубка официально не признан УЕФА[1][5]
2. ↑  Включая Штефана Ковача, первого тренера, выигравшего Суперкубок УЕФА, который официально не признан УЕФА.